# Evelyne Dirren
Evelyne Dirren (* 29. Juli 1956 in Schönried) ist eine ehemalige Schweizer Skirennfahrerin.
Die Abfahrtsspezialistin belegte Ende der 1970er Jahre einige Spitzenränge in dieser Disziplin. In ihrer erfolgreichsten Saison 1978/79 vermochte sie sich als Vierte des Abfahrts-Weltcups zu klassieren. Ihre grössten Erfolge waren der 3. Platz in Piancavallo, der 4. Platz in Val-d’Isère und der 8. Platz in Les Diablerets. Ende der Saison 1979/80 trat Dirren zurück.
Dirren ist Berufsberaterin bei der Berufs- und Laufbahnberatung See-Gaster.